# Pornassio
Pornassio är en ort och kommun i provinsen Imperia i regionen Ligurien i Italien. Kommunen hade 703 invånare (2018).